# Pestișu Mic
Pestișu Mic é uma comuna romena localizada no distrito de Hunedoara, na região histórica da Transilvânia. A comuna possui uma área de 51.27 km² e sua população era de 1205 habitantes segundo o censo de 2007.